# Li Dong-woon
Li Dong-woon (4 de julho de 1945) - é um ex-jogador de futebol norte-coreano, que atuava como atacante.

## Carreira
Li Dong-woon fez parte do histórico elenco da Seleção Norte-Coreana de Futebol, na Copa do Mundo de 1966, ele marcou um gol contra Portugal. Fez o segundo gol dos asiáticos, aos 22 minutos de jogo, e aos 25 eles chegaram a estar vencendo por 3-0 nas quartas-de-final. Mas terminaram derrotados em grande desempenho de Eusébio, autor de quatro gols (dois, ainda no primeiro tempo) na vitória lusitana por 5-3. O gol de Li foi o último do país nas Copas do Mundo FIFA até o retorno dos Chollima ao torneio, na edição de 2010.